# 4X

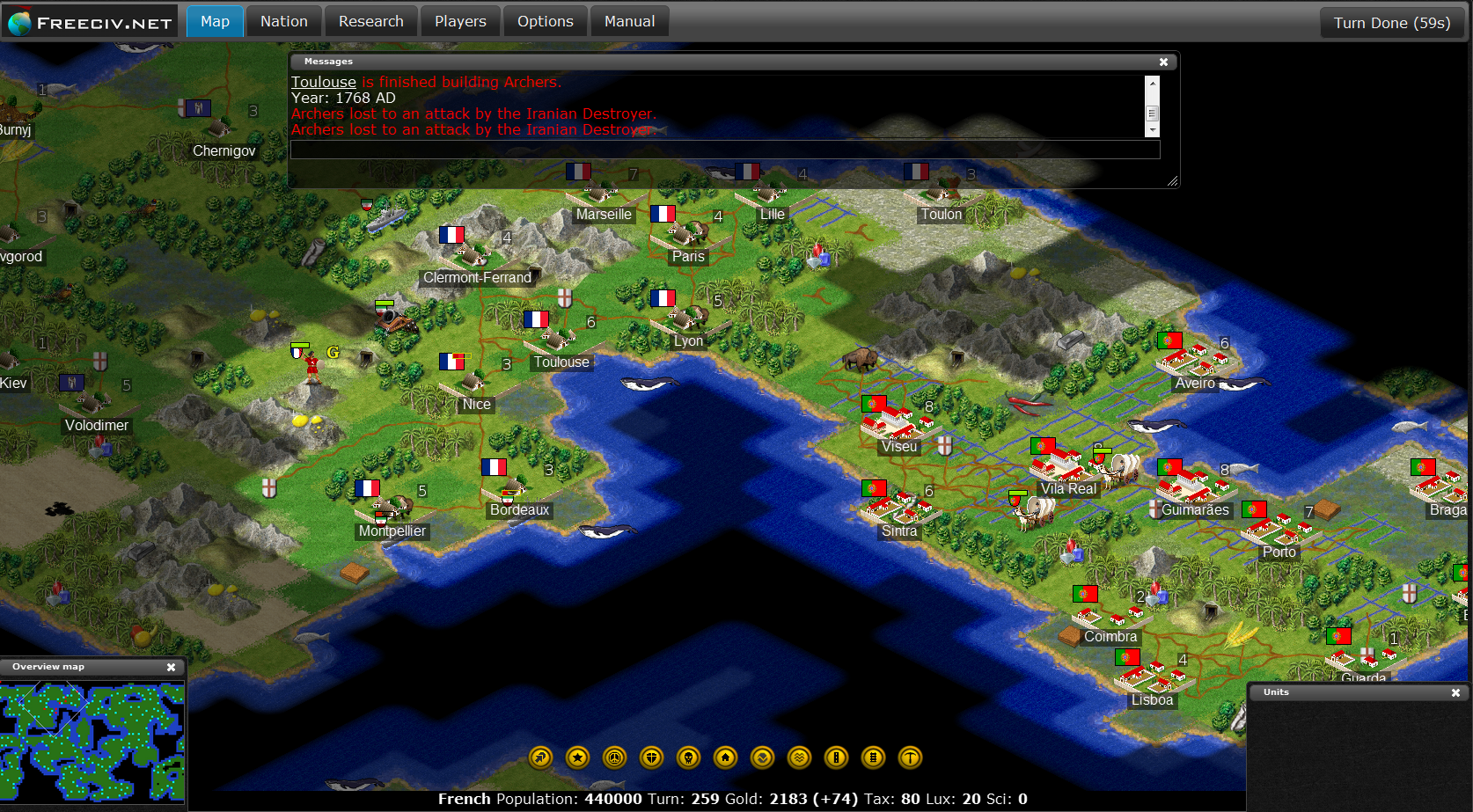
Микроменеджмент в Freeciv как центральный аспект 4X-игр

4X — жанр компьютерных и настольных игр, в которых игровой процесс строится согласно 4X модели (англ. eXplore, eXpand, eXploit, eXterminate) — «изучай, расширяй, эксплуатируй, уничтожай». 4X является поджанром стратегических компьютерных игр. Впервые термин был введён Аланом Эмрихом в сентябре 1993 года при анонсировании Master of Orion в журнале Computer Gaming World. Впоследствии термин был адаптирован для описания похожих по своей концепции игр.
В играх данного жанра игрок в начале располагает скромными ресурсами для развития, и ищет пути расширения на предоставленной карте мира, эксплуатируя найденные ресурсы и развиваясь технологически, строит большую и эффективную «империю». Другие игроки стараются сделать то же самое, и взаимное уничтожение становится в игре развязкой.
Компьютерные игры 4X выделяются глубоким и сложным игровым процессом: акцент делается на экономическом и технологическом развитии, и для доминирования и победы часто используются небоевые стратегии. Игры могут быть длительными из-за микроменеджмента, необходимого для поддержания империи, который по мере её расширения и развития увеличивается. 4X-игры иногда критикуются за то, что они по этим причинам стали утомительными, и несколько игр жанра пытались решить эти проблемы ограничением микроменеджмента, что удалось сделать с разной степенью успеха.
Самые ранние 4X-игры заимствовали идеи из настольных игр и текстовых компьютерных игр 1970-х годов. Первые 4X компьютерные игры были пошаговыми, но затем получили распространение и 4X-игры реального времени. Многие компьютерные игры жанра 4X были опубликованы в середине 1990-х годов, но позже были вытеснены другими стратегическими играми. Sid Meier’s Civilization является важным примером из этой формирующей жанр эпохи, которая популяризировала уровень детализации и сформировала основные черты жанра. В новом тысячелетии некоторые выпущенные 4X-игры стали успешными как по отзывам критиков, так и коммерчески.
В настольных и карточных играх жанр 4X менее определён, что произошло в том числе из-за ограничений по игровому процессу, так и по игровому времени. Например, настольная игра Civilization, оказавшая влияние на одноимённую компьютерную игру, не имеет компонентов изучения и уничтожения. В настольных и карточных играх уничтожение неигровых персонажей или почти невозможно (из-за игрового баланса, так как устранение игроков обычно считается нежелательным), или недостижимо (так как условия победы срабатывают до завершения полного уничтожения).

## Определение
Термин 4X впервые появился в публикации Алана Эмриха в сентябре 1993 года во время анонсирования Master of Orion в журнале Computer Gaming World, где игре был присвоен рейтинг «XXXX» в контексте игры слов с порнографическим рейтингом X rating. Впоследствии другие критики адаптировали 4X в виде определённых соглашений для игрового процесса:
- Изучение (англ. explore): окружающая игрока территория неизвестна, и необходимо посылать разведчиков как для изучения карты мира, так и определения местонахождения конкурентов и их активностей.
- Расширение (англ. expand): игроки закрепляют за собой новую территорию, создавая новые поселения, и иногда расширяя с их помощью влияния на другие, уже существующие поселения; это даёт возможность получить в распоряжение с территории бо́льшие ресурсы, а в перспективе позволит увеличить население империи, что в конечном итоге сформирует её экономику, науку и армию.
- Эксплуатация (англ. exploit): игроки собирают ресурсы с подконтрольной им области, формируя инфраструктуру по добыче; также улучшают эффективность империи посредством постройки зданий или развития науки.
- Уничтожение (англ. exterminate): игроки атакуют конкурентов и воюют с ними; с момента, когда вся территория оказывается за кем-то закреплённой, только путём уничтожения становится возможна дальнейшая экспансия; противостояние не обязательно выражается в виде вооружённого конфликта — это может быть космическая гонка, стремление к доминированию, дипломатическая победа и др.

Эти четыре элемента описывают соответствующие фазы, которые имеют место во время игровой партии. Сами же фазы не идут друг за другом, а постепенно перекрывают, и в зависимости от игры могут иметь разную длительность. Например, в Space Empires и Galactic Civilizations II: Dark Avatar фаза расширения длительна, так как игрокам нужно сделать большой вклад в исследования для того, чтобы получить доступ к расширению на все доступные области игрового мира.

### Сложности в определении
Несмотря на то, что многие стратегические игры соответствуют циклу 4X, критики и разработчики игр обычно применяют термин 4X к более узкому кругу игр, противопоставляя его стратегическим играм реального времени. То есть, 4X-игры определяются не только наличием каждого из четырёх X, но ряд авторов заявляют, что 4X-игры отличаются большей сложностью и масштабностью симуляции экономики, социальной системы, технологического развития и тому подобного, а также в них присутствует более сложная дипломатия, которая выходит за пределы стандартной «друг или враг», например заключение союзов или торговые отношения. Рецензенты также заявили, что в 4X-играх есть разнообразные дипломатические возможности, и что они характеризуются большими детализированными империями с присущим им сложным игровым процессом. В частности, 4X-игры предлагают детальный контроль над экономикой империи, в то время как другие компьютерные стратегические игры упрощают его в пользу игрового процесса, ориентированного на тактические сражения.

## Особенности жанра
4X является поджанром стратегических компьютерных игр, а представители жанра могут относиться как к пошаговым стратегиям, так и к стратегиям реального времени. Игровой процесс обычно включает в себя построение империи и действие может происходить на Земле, в мире фэнтези или в космосе. Игрок при этом контролирует одну из различных рас или цивилизаций, каждая из которых обладает своими уникальными характеристиками, заключающимися как правило, в наборе экономических и военных бонусов.

### Исследование и технологии

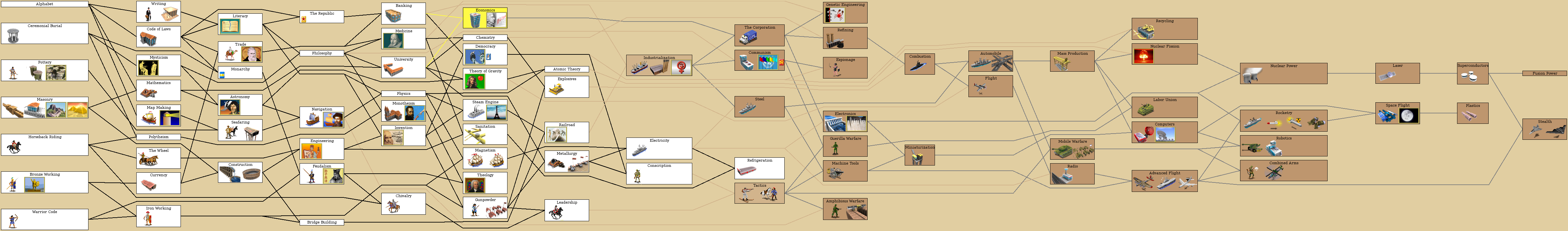
Часть технологического древа Freeciv

В 4X-играх обычно имеется технологическое древо, представленное в виде множества улучшений, которые может со временем открыть игрок, что даёт ему возможность создания новых юнитов, строений, изменения существующих и других возможностей. Дерево технологий в 4X-играх обычно больше, чем в других стратегических играх и предоставляет больший выбор. Империи должны инвестировать ресурсы в исследования для того, чтобы открыть новую технологию. В 4X-играх предпосылками для исследования технологий обычно является изучение менее продвинутой технологии. Данный подход отличается от стратегических игр реального времени, где технологический прогресс происходит посредством строительства зданий, которые дают доступ к более продвинутым структурам и юнитам.
Исследование является важным в 4X-играх, так как прогресс является средством для победы. Сражения часто выигрываются посредством превосходства военных технологий и бо́льшими армиями, нежели умением вести тактические сражения. В стратегиях реального времени происходит по-другому — улучшения юнитов часто незначительны и базовые юниты могут быть использованы на протяжении всей игры.

### Сражения
Боевая система является важной частью для 4X, так как игры жанра позволяют игроку выиграть уничтожением конкурентов или завоеванием значительной части игрового мира. Битвы могут происходить как автоматически в случае, если встречаются два враждебных юнита (например как в Galactic Civilizations), так с привлечением контроля (например Master of Orion), когда игроком могут отдаваться приказы во время тактических сражений. Одной из ключевых отличий 4X-игр от стратегических называется то, что они имеют разный уровень абстракции. Если в первых игрок обычно принимает роль командира на определённом театре военных действий, отдавая непосредственные приказы своим подчинённым, то во вторых он становится мировым лидером, а тактические сражения в 4X-играх имеют место только в отдельных сценариях некоторых игр жанра. Несмотря на то, что в 4X-играх имеется возможность детального контроля, победа обычно определяется превосходством в численности и технологиях.
Представители 4X жанра отличаются от других стратегических игр, акцентированных на сражениях, и больше обращают внимание игрока на исследования и экономику. Исследования обычно дают доступ к новым юнитам, но некоторые 4X-игры дают игрокам возможность изучать различные компоненты юнитов, например, строить космические корабли из множества составляющих (двигатель, щиты, оружие и др.), каждая из которых может быть технологически улучшена.

### Мирная победа
4X-игры позволяют побеждать доминированием в какой-либо сфере (в экономике, культуре и других) или с привлечением дипломатии. Как и в других стратегических играх, в 4X может быть кооперативная победа, но 4X-игры часто предоставляют более сложные способы дипломатических отношений между конкурентами, которые не являются союзниками. Помимо описанного, игроки могут иметь возможность торговать ресурсами и известной информацией. В ряде случаев применение грубой силы даёт преимущество в краткосрочный перспективе, но дипломатические последствия могут негативно отразиться на более долгосрочной.
Дополнительно к возможности военной победы 4X-игры часто предлагают мирную победу по определённым условиям, выполнение которых не требует уничтожения конкурентов (но при этом война может иметь место для достижения цели). Например, может быть предложена победа тому, кто получит максимальное число игровых очков после заранее определённого числа ходов. Множество 4X-игр дают победу тому, кто опередил всех в технологическом развитии, собрал больше всего очков культуры, или сделал другое впечатляющее достижение. Несколько 4X-игр предлагают дипломатическую победу любому, кто может выиграть выборы на основании голосов других игроков, или при сохранении мира в течение определённого времени. В партиях 4X-игр возможна одна из нескольких типов побед. Так, в Galactic Civilizations это возможно военным путём, культурным доминированием, получением большого политического влияния или достижениями в технологическом развитии.

### Сложность
4X-игры известны своей сложностью игрового процесса и глубиной стратегической составляющей, хотя в них можно победить и без стратегии (случайными решениями). Во время проектирования игры решения в пользу игрового процесса обычно превалируют над графикой. В то время как другие стратегические игры концентрируются на боях, сложность 4X-игр погружается в детали дипломатии, экономики и исследования и в возможности применения различных стратегий. Это также является вызовом для игрока, который пытается одновременно применять несколько стратегий и решать задачи в долгосрочной перспективе.
Обычно игровой мир представлен в виде двумерной карты, но при этом присутствует несколько других «игровых слоёв», отражающих другие уровни абстракции. Чтобы создать детальную модель большой империи 4X-игры проектируются с множеством сложных правил. Например, производство может падать в результате загрязнения, или, игрок может отдалживать средства у имеющихся корпораций. Игрокам приходится балансировать бюджет, управлять задолженностью, или оплачивать содержание строений. 4X-игры часто моделируют политические вызовы, такие как гражданская война или сенат, который является самостоятельной силой в политической системе и может заставить игрока подписать мир. Выбор игрока может затрагивать моральные аспекты. Например, при захвате нового мира может стоять выбор уничтожения местной цивилизации, отправки её жителей в резервацию или интеграции с колонией.

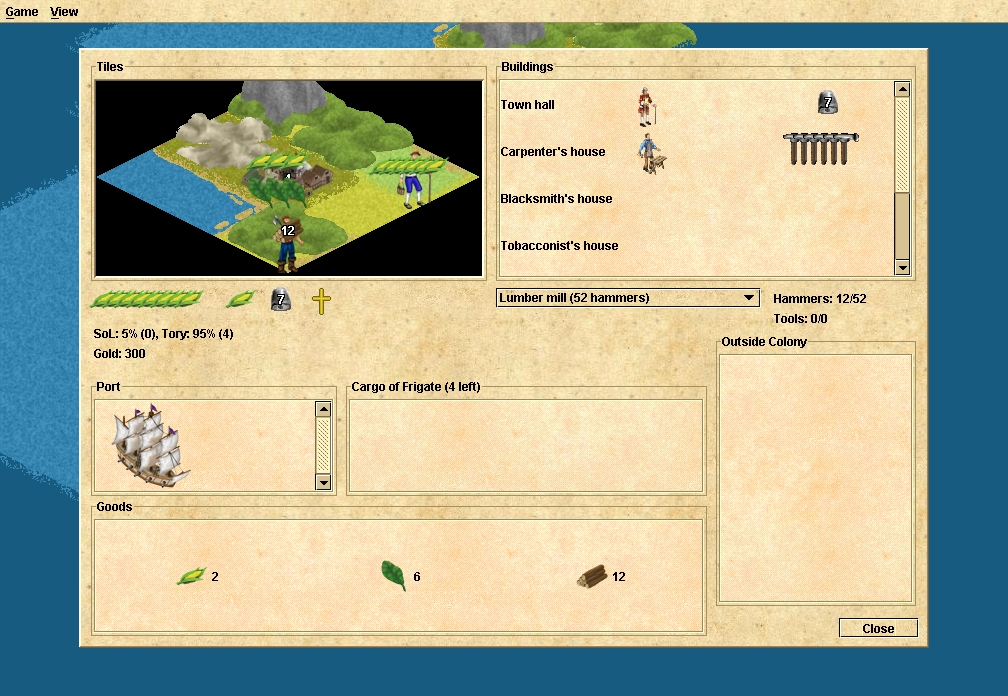
FreeCol — типичная 4X-игра, в которой разделён интерфейс управления поселением

Подобная сложность требует от игроков управления бо́льшим объёмом информации, нежели в других стратегических играх. Геймдизайнеры часто организуют управление империей через различные интерфейсы — это разные экраны и режимы, например отдельный экран для дипломатических отношений, другой для управления поселениями, третий для тактических сражений и так далее. Иногда системы сложны, и каждая из них напоминает мини-игру, что отличает от большинства стратегий реального времени. Так Dune II, которая рассматривается как одна из основоположников жанра стратегий реального времени, изначально была спроектирована одним цельным интерфейсом без дополнительных экранов.

### Игровой процесс
Так как 4X-игры включают детальное управление большими империями, то игровая партия в них длится больше, нежели в других стратегиях. Партии могут требовать несколько часов, что становится сложным для многопользовательской игры. Например, небольшая по масштабу игра в Sins of a Solar Empire может длиться более 12 часов. Однако, большинство энтузиастов часто предполагает, что сможет охватить такие партии. Партии пошаговых 4X-игр обычно разделяются на несколько сессий и включают сотни ходов игрового процесса.
Из-за повторяемых действий в течение длительного времени 4X-игры критикуются за агрессивный микроменеджмент. На первом этапе игры обычно это не является проблемой, но позже, когда империя разрастается, то её поселения требуют нескольких минут для того, чтобы отыграть один ход. Это увеличивает время игры, которое обычно критично для многопользовательских игр. Как следствие, 4X-игры начали предлагать решения на основе искусственного интеллекта губернаторов, которые автоматизируют управление колониями, отдавая приказы на строительство зданий и другие, но игроки критиковали эту автоматизацию, так как она даёт слабые решения. В ответ, разработчики пробовали использовать другие подходы для уменьшения микроменеджмента, и некоторые из них оказались более успешными. Критики обычно соглашаются с тем, что Galactic Civilizations в этом плане успешна, где используются программируемые губернаторы. Sins of a Solar Empire была спроектирована для уменьшения интенсивности микроменеджмента и критики посчитали, что интерфейс игры сделал менеджмент империи более элегантным. С другой стороны в Master of Orion III был уменьшен микроменеджмент уменьшением возможности игрока к контролю империи.

## История

### Появление

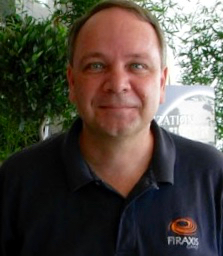
Сид Мейер, геймдизайнер серии 4X-игр Civilization

Ранние 4X-игры подвергались влиянию настольных и текстовых компьютерных игр 1970-х. Предшественниками жанра называются настольные варгеймы Stellar Conquest и Outreach, вышедшие в 1974 и 1976 годах соответственно. Среди компьютерных в начале 1980-х появляется несколько игр, содержащих элементы 4X. Так, Andromeda Conquest выходит в 1982 году и содержит все признаки 4X, но она не обладает глубиной и сложностью жанра. В Cosmic Balance II, выпущенной в 1983 году, имеются игровые механики 4X, но игра построена на последовательности сюжетов и поэтому не может считаться чистой 4X. Reach for the Stars была выпущена в 1983 году и по своим особенностям относительно предшественников становится ещё более близкой к 4X, и некоторыми критиками она рассматривается как первая настоящая 4X-игра.
В 1991 году появляется Civilization, которая популяризирует уровень детализации 4X-игр и становится стандартом жанра. Sid Meier’s Civilization была создана под влиянием настольной одноимённой игры Civilization, градостроительного симулятора SimCity и варгеймом Empire. Впоследствии Civilization стала весьма успешной и широко известной, повлияв на множество 4X-игр.
В 1991 году вышли две влиятельные космические 4X-игры: VGA Planets для DOS и Spaceward Ho! на Macintosh. VGA Planets выделялась присущей 4X сложностью, в ней взаимодействие было построено на игре по переписке, и игра стала одной из первых коммерчески успешных инди-игр. Spaceward Ho! получила известность из-за относительно простого, но дающего вызов игрового дизайна Spaceward Ho! отличается тем, что во многом оказалась похожей на игру 1993 года Master of Orion с таким же простым и глубоким игровым процессом. Master of Orion также опирался на другие 4X-игры, это Reach for the Stars, которая рассматривалась как классическая игра, задавшая новый стандарт жанра. В предварительном обзоре Master of Orion Эмрих впервые предложил термин «XXXX» для описания появляющегося жанра. Впоследствии термин «4X» был принят игровой индустрией и сейчас применяется для ряда более ранних игр.

### Расцвет
Следуя успеху Civilization и Master of Orion, разработчики начали создавать и выпускать свои 4X-игры. В 1994 году Stardock выпускает первую игру серии Galactic Civilizations, а также выходит Space Empires. Ascendancy и Stars! выходят в 1995 году, которые вместе продолжают развитие жанра, концентрируясь на стратегической глубине и менеджменте империи. Одновременно с этим франшизы Civilization и Master of Orion портируются на Macintosh. Команда Сида Мейера создаёт Colonization в 1994 году и выводит в свет Civilization II в 1996-м. Simtex выпускает Master of Orion в 1993 году, Master of Magic 1994-м и Master of Orion II в 1996-м. В 1996-м выходит Emperor of the Fading Suns — последователь Master of Orion, но при этом считающийся самым яркой реализацией средневекового футуризма в компьютерных играх.
В конце 1990-х стратегии реального времени начинают вытеснять пошаговые стратегические игры. По мере роста популярности нового жанра основные разработчики 4X-игр столкнулись со сложностями. Так, Firaxis Games выпустила Sid Meier's Alpha Centauri в 1999 году и игра получила признание критиков, но коммерческие ожидания не оправдались. У Civilization III были проблемы во время разработки, и игра под давлением сроков была выпущена в 2001 году. Несмотря на восторженные отзывы на Master of Orion III, её выпуск в 2003 году столкнулся с критикой: недостаточного контроля игрока, плохого интерфейса, и слабого искусственного интеллекта. И таким образом, издатели компьютерных игр стали рассматривать проекты 4X-игр как рискованные.

### Сочетание 4X и стратегии реального времени
Впоследствии появились 4X-игры реального времени (RT4X): Imperium Galactica в 1997-м, Starships Unlimited в 2001-м, и Sword of the Stars в 2006-м, основанные на комбинации пошаговой стратегии и тактических боёв в реальном времени. Разработка игры с сочетанием жанров 4X и стратегии реального времени привела Ironclad Games к выпуску на рынок в 2008 году Sins of a Solar Empire как RT4X-игры. Эта игра как комбинация жанров позволила игре выйти на высокие строчки рейтингов 2008 года, когда GameSpot назвал её лучшей стратегической игрой года, а IGN поставил статус лучшей игры для персональных компьютеров.
В то же время продолжалось взаимное обогащение между настольными и компьютерными играми. Например, некоторые аспекты Master of Orion III были взяты из первого издания настольной игры Twilight Imperium. Создание Sins of a Solar Empire произошло от вдохновения идеи адаптации настольной игры Buck Rogers Battle for the 25th Century в стратегию реального времени. Вместе с тем было движение в обратную сторону. Так, Eagle Games разработала и выпустила настольную адаптацию Sid Meier’s Civilization в 2002 году, которая совершенно отличается от игры 1980 года, которая повлияла на создание первой компьютерной Civilization.
Пошаговые 4X-игры в середине 2000-х начали возвращаться в мейнстрим, что связывают с несколькими факторами. Прежде всего, появившийся в 90-х годах повышенный интерес к стратегиям реального времени угас, и это привело к вниманию к соседнему жанру и поиску чего-то нового. Следующим фактором стало технологическое совершенствование компьютеров, которые позволили сделать пошаговые игры лучше в симуляции и графике, и 4X-игры стали выглядеть также хорошо, как и в других жанрах. И последним стал факт появления соответствующих игр (например Galactic Civilizations II), которые оказались интересны. В это время прорабатывается игровой процесс многопользоватеской игры, улучшается детализация и графическая составляющая фоновой симуляции, совершенствуются средства автоматизации и так далее.

### Недавняя история
В 2003 году Stardock выпустила ремейк Galactic Civilizations, который был рассмотрен критиками как замещение игр серии Master of Orion. В 2004 году Creative Assembly выпустила Rome: Total War, о котором хорошо отозвались рецензенты, и игра получила несколько продолжений. Civilization IV была выпущена в конце 2005 года и получила награды лучшей игры для персональных компьютеров года от нескольких изданий, включая GameSpot и GameSpy. В 2008 году IGN посчитал её одной из самых великих игр в истории, поставив второй в соответствующем рейтинге для персональных компьютеров. К 2008 году серия Civilization была распродана тиражом более 8 млн копий, вскоре была выпущена Civilization Revolution для консолей. В 2010 году вышла Civilization V и Civilization VI в 2016-м. В то же время Stardock выпустила Galactic Civilizations II, которая получила статус шестой игрой года для персональных компьютеров по версии GameSpy в 2006 году. Дополнительно, Amplitude Studios создала Endless Space и Endless Legend. Это убедило Брэда Уорделла из Stardock принять, что 4X-игры имеют большой потенциал для роста, особенно среди хардкорных игроков. В дополнение существует множество свободно распространяемых проектов от игроков, лояльных к этому жанру, например таких, как Freeciv, FreeCol, Freeorion, Golden Age of Civilizations и C-evo.